# Eleição para o 20º Distrito Congressional de Nova Iorque em 2008

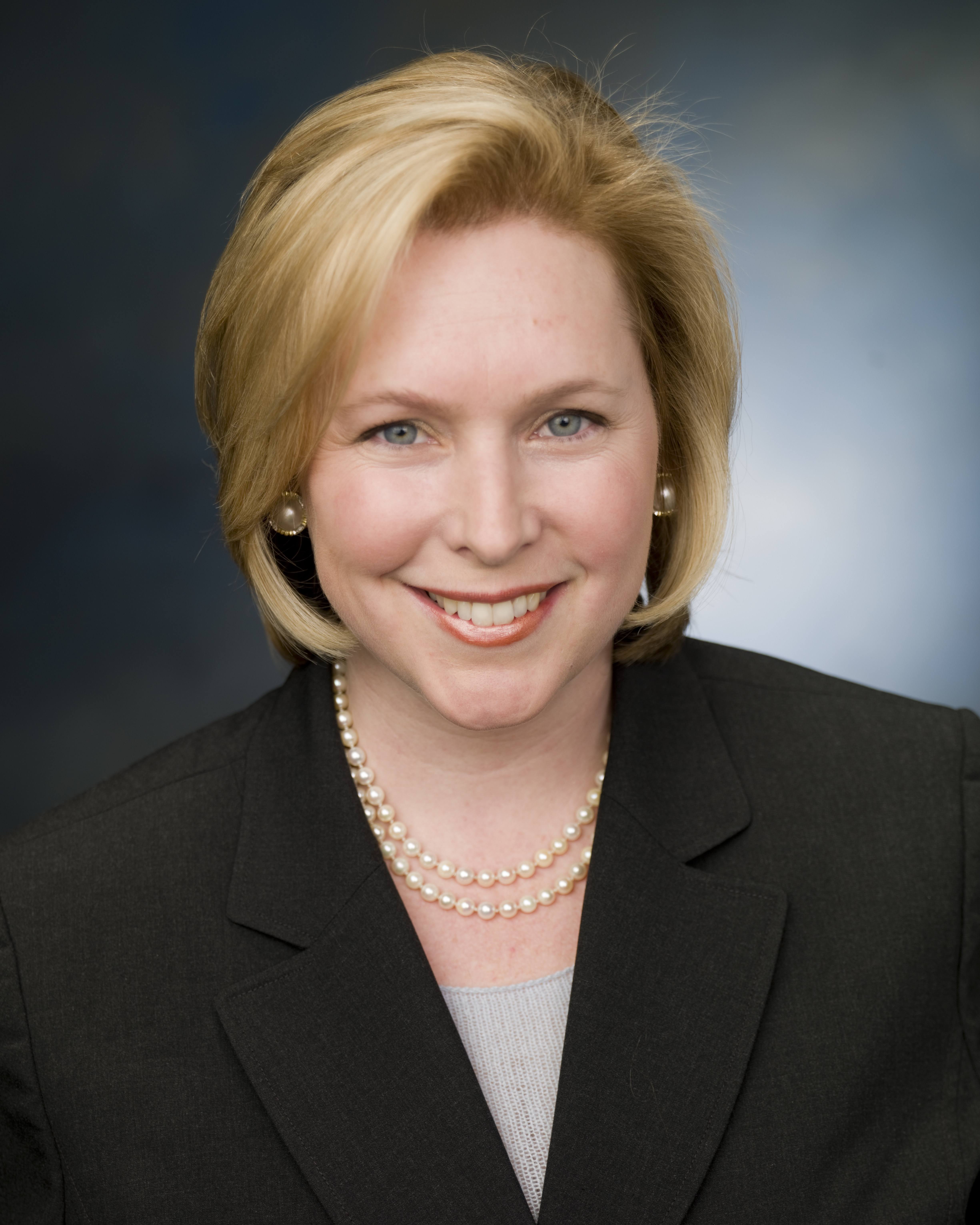
Kirsten Gillibrand obteve 62% dos votos e foi reeleita.

A eleição para o 20º Distrito Congressional de Nova Iorque para o 111º Congresso dos Estados Unidos foi realizada em 4 de novembro de 2008. Foi a eleição que a democrata Kirsten Gillibrand concorreu para reeleição, e foi uma das eleições casa mais cara do país, as duas campanhas gastaram um total de mais de 9 milhões de dólares. Gillibrand derrotou o congressista republicano John Sweeney em uma virada na eleição de 2006.